# Gare d'Harcourt - La Neuville-du-Bosc
La gare d'Harcourt - La Neuville-du-Bosc est une gare ferroviaire, fermée, de la ligne d'Évreux-Embranchement à Quetteville, située sur le territoire de la commune de La Neuville-du-Bosc, dans le département de l'Eure en région Normandie.

## Situation ferroviaire
Établie à 90 mètres d'altitude, la gare d'Harcourt - La Neuville-du-Bosc était située au point kilométrique (PK) 140,604 de la ligne d'Évreux-Embranchement à Quetteville, entre la halte de Villez - Sainte-Opportune et la gare de Calleville.
Elle disposait de deux voies et de deux quais.

## Histoire
La section d'Évreux à Glos-Monfort a été déclarée d'intérêt public le 8 août 1873, et a été mise en service en deux étapes : le 2 janvier 1888 entre Évreux et Le Neubourg et le 1er juillet 1888 jusqu'à Glos-Montfort, cette deuxième section comprenant la gare d'Harcourt - La Neuville-du-Bosc. La ligne est fermée aux voyageurs le 26 septembre 1969 et le trafic marchandises est supprimé entre Le Neubourg et Glos-Montfort le 1er février 1971, ce qui entraîne la fermeture définitive de la gare. La section du Neubourg à Glos-Montfort est déclassée le 20 mars 1978.
La gare participe de l'essor de l'agriculture locale et de l'émergence du tourisme balnéaire.

## Patrimoine ferroviaire
Le bâtiment voyageurs d'origine est toujours présent, réaffecté, il est devenu une habitation privée.
Laissée à l'abandon pendant de nombreuses décennies, la ligne est bitumée en 2007 et convertie en voie verte d'Évreux à la vallée du Bec.